# Frederik Cilius
Frederik Cilius Jørgensen (født 12. marts 1986 i Sønderborg) er en dansk satiriker, musikformidler, skuespiller og uddannet klarinettist, der især er kendt for rollen som Kirsten Birgit Schiøtz Kretz Hørsholm i henholdsvis Den Korte Radioavis på Radio24syv og Den2Radioavis på Den2Radio.

## Karriere
Frederik Cilius Jørgensen er uddannet klarinettist fra Det Jyske Musikkonservatorium og Jacobs School of Music ved Indiana University Bloomington og arbejder med satire.

### Radio
I 2011 blev han optaget på DR's Talenthold og dannede med sine kolleger Satans Bryggers, der lavede programmer og indslag til den nu nedlagte radiostation DR Mama. Programmet Den Slukkede Mikrofon blev Frederik Cilius' debut på DR P2, kanal for klassisk musik. Her var han først vært sammen med Rie Koch, inden han fik sit eget program Cilius-Patruljen, hvor han havde forskellige unge musikere som gæster. I DR-regi har han blandt andet lavet programmet Taktløs på P2 sammen med Allan Gravgaard Madsen.
Frederik Cilius vandt sammen med Rasmus Bruun prisen for "Årets Nyskabelse" ved Prix Radio 2013 for programmet Damernes Magazine på Radio 24syv. I sommeren 2014 lavede de to programmet Antidemokratisk Festival.
I februar 2015 begyndte de at lave satireprogrammet Den Korte Radioavis, hvor Cilius spiller seniorkorrespondent Kirsten Birgit. Ved Prix Radio 2015 vandt programmet tre priser: 'Årets Nyskabelse', 'Årets Satire' og 'Årets Radioprogram'.
Frederik Cilius er medejer af podcast-universet “R8dio” eller “Undskyld vi roder”. Ejerkredsen omfatter en række danske kulturpersoner, såsom Mads Brügger, Mikael Bertelsen, Brian Lykke, Kasper Nielsen og naturligvis Cilius’ flerårige side-kick Rasmus Bruun. Cilius har flere forskellige roller i podcast universet, herunder rollen som sig selv som vært i programmet “Bernsteins Cigaretetui” sammen med Mikael Bertelsen. Derudover optræder han som den folkekære udenrigsradiokorrespondent Kirsten Birgit i programmet “Kirsten ringer til Rasmus” og brygmesteren Reinhardt i hovedpodcasten “Undskyld vi roder”. Frederik Cilius og Rasmus Bruun videreførte desuden deres Radio24syv program “den korte radioavis” i R8dio-universet, under navnet “den korte R8dioavis”, men programmet blev i starten af 2024 indstillet på ubestemt tid til fordel for nye programkoncepter.

### Tv
Med sketchshowet Kolonien i 2012 fik Frederik Cilius Jørgensen sin tv-debut, blandt andet i roller som journalisten Finn i indslaget "Finn Fes Forbi" og korrespondenten i sketchen "Sønderjysk Topmøde". Showet havde premiere på DR HD, det senere DR3, og blev sendt i 15 afsnit.
Sammen med Rasmus Bruun og Christian Trangbæk skrev og spillede Cilius med i to sæsoner af Go' Lorte Weekend, et sketchshow for børn sendt fra 2013 på DR Ultra. De tre har videreført samarbejdet i programmet Skråt op på 3. til DR Ultra i 2015.
Desuden har han siden 2016 været holdkaptajn i Den klassiske musikquiz med Phillip Faber som vært på DR K og siden på DR1.
Han har også medvirket i Operarejsen sammen med Rasmus Bruun og Allan Gravgaard Madsen på DR1. På kanalen har Rasmus Bruun og Cilius også været hovedpersoner i serien Orkesteret, som blev frigivet i år 2022. Serien er skrevet og instrueret af Mikkel Munch-Fals.
I 2021 var han en af de fire detektiver i tv-konkurrencen Hvem holder masken? på TV 2.

### Kirsten Birgit Schiøtz Kretz Hørsholm
Kirsten Birgit Schiøtz Kretz Hørsholm er en fiktiv person (efter egne oplysninger født 12. februar 1952 i Søften nord for Århus), der optrådte som seniorkorrespondent på Radio24syv og kulturanmelder på Politiken.
Kirsten Birgit Schiøtz Kretz Hørsholm fik sit folkelige gennembrud i Danmark som seniorkorrespondent og nyhedsoplæser i Den Korte Radioavis på Radio24syv, var et dagligt nyhedsprogram lanceret i februar 2015. Kirsten Birgit er ikke en traditionel dansk korrespondent, men læner sig mere op ad den amerikanske tradition for værter med holdninger. Ifølge Information har Kirsten Birgit "med egne ord påtaget sig en opdragende rolle her i samfundet. Hun er ikke for fin til at pege på de forhutlede mavetaskebærende almindelige danskere, der fornedrer kunsten med deres tilstedeværelse." Kirsten Birgit ryger Gauloises-cigaretter uden filter. Hun afslog at være telefonindsamler i indsamlingsshowet Knæk Cancer, da det ikke var muligt at ryge under indsamlingen.
Kirsten Birgit har også udgivet en nytårstale siden 2015.
I 2022 havde Cilius og Bruun premiere på Den Korte Live On Stage, der var et liveshow med Kirsten Birgit.

## Filmografi

### Film
| År   | Titel                     | Rolle       | Noter  |
| ---- | ------------------------- | ----------- | ------ |
| 2013 | Tarok                     | Hans Sælger |        |
| 2018 | Sankt Bernhard Syndikatet | Frederik    |        |
| 2024 | Spermageddon              | Egon Olsen  | Stemme |

### Tv-serier
- Orkestret (2022)
- Operarejsen (2022)
- Guru (2021)
- Tomgang (2013)

### Tv-programmer
- Troldspejlet & Co (2019)
- Den klassiske musikquiz (2016-nu)
- Operarejsen (2022-2023)

### Teaterstykker
- Jeppe på Bjerget på Det Kongelige Teater (2025)